# Avenida Monseñor Rodríguez
La Avenida Monseñor Rodríguez es uno de los concurridos tramos de Ciudad del Este, Paraguay. Es una colectora de unos 10 kilómetros que inicia en la zona primaria del Puente de la Amistad y recorre a lo largo del lado Monday de la ciudad hasta intersecarse con la Ruta 7 a exactamente 10 kilómetros del microcentro, en inmediaciones del barrio José Félix Bogado. Es la avenida que va en sentido de Asunción a Ciudad del Este, y corta la Avenida Mariscal López en el viaducto ubicado en el kilómetro 4. Esta avenida se complementa con la Avenida San Blas en el tránsito central de la ciudad.

## Sitios de interés
- Aduana de Ciudad del Este
- Administración Nacional de Electricidad (ANDE)
- Lago de la República
- Parque Verde
- Plaza Noblesse
- Plaza Jesuítica